# Zespół przyrodniczo-krajobrazowy „Uroczysko Buczyna”
Uroczysko Buczyna – zespół przyrodniczo-krajobrazowy położony na granicy Chorzowa i Rudy Śląskiej. 

## Charakterystyka
Zespół ma powierzchnię 65,32 ha. Jest częścią leśnego pasa ochronnego Górnośląskiego Okręgu Przemysłowego. Porośnięty jest kwaśną buczyną niżową i związanymi z nią gatunkami roślin i zwierząt oraz z pomnikowymi okazami drzew. Występują tu rzadkie w skali kraju gatunki: czartawa drobna, gruszyczka mniejsza, gwiazdnica bagienna, nerecznica grzebieniasta, rdestnica pływająca, wiąz szypułkowy, zachyłka oszczepowata, cienistka trójkątna oraz pływacz – roślina mięsożerna.
Leży w zlewni rzeki Kłodnicy. Przez jego tereny przechodzi zielony szlak turystyczny (Szlak Dwudziestopięciolecia PTTK). Uroczysko Buczyna leży w obrębie nadleśnictwa Katowice.

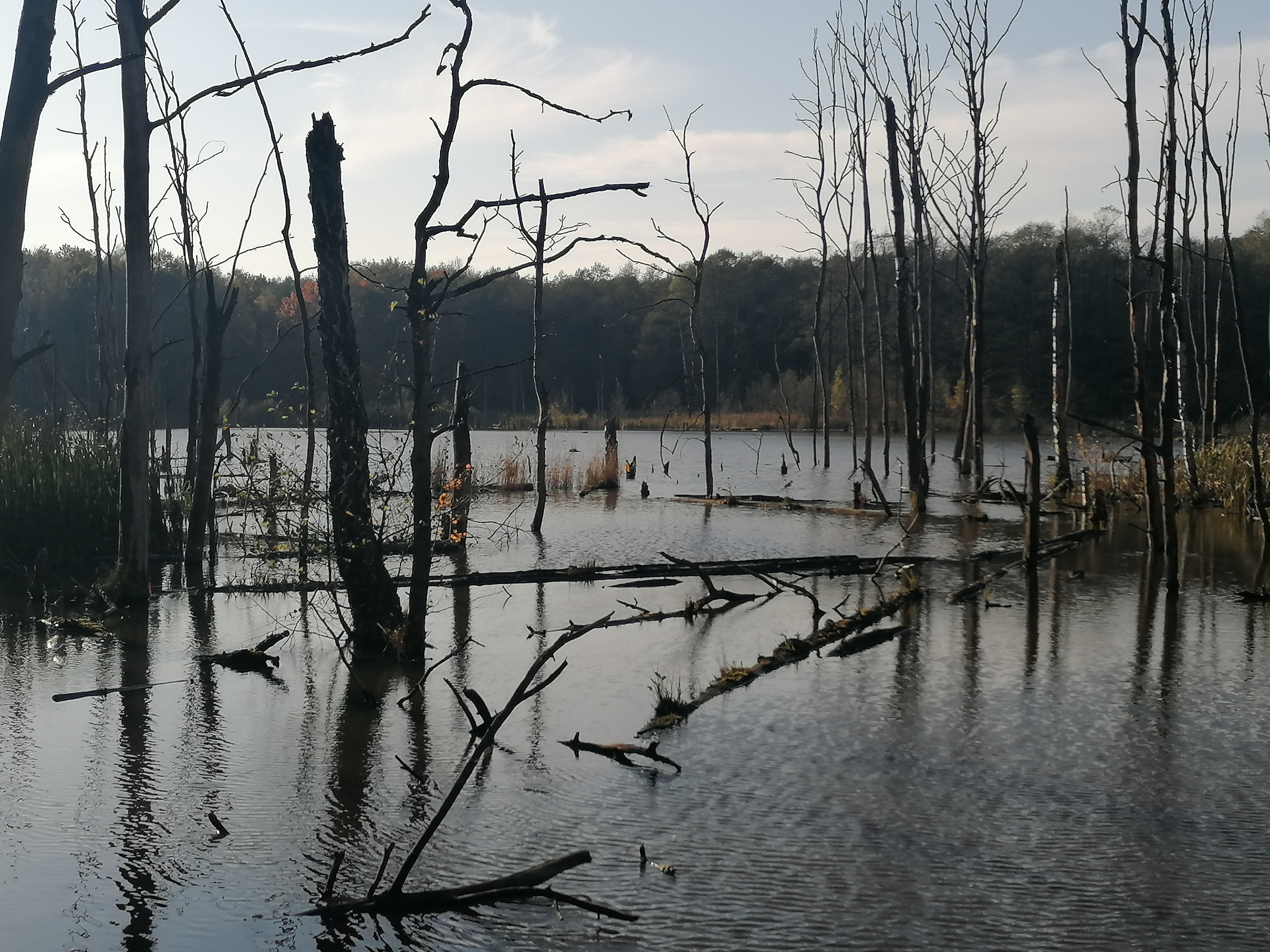
Uroczysko Buczyna

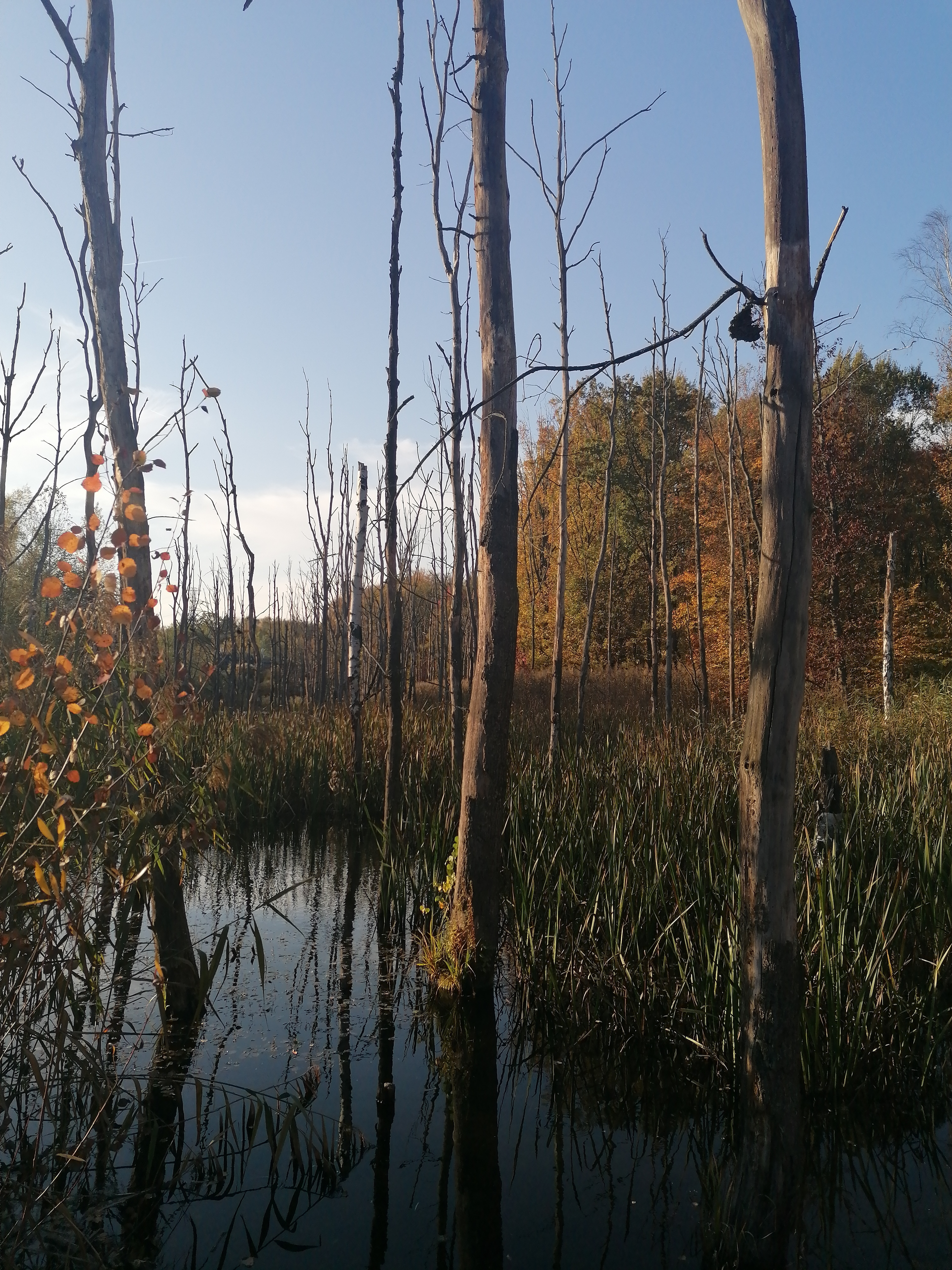
Uroczysko Buczyna

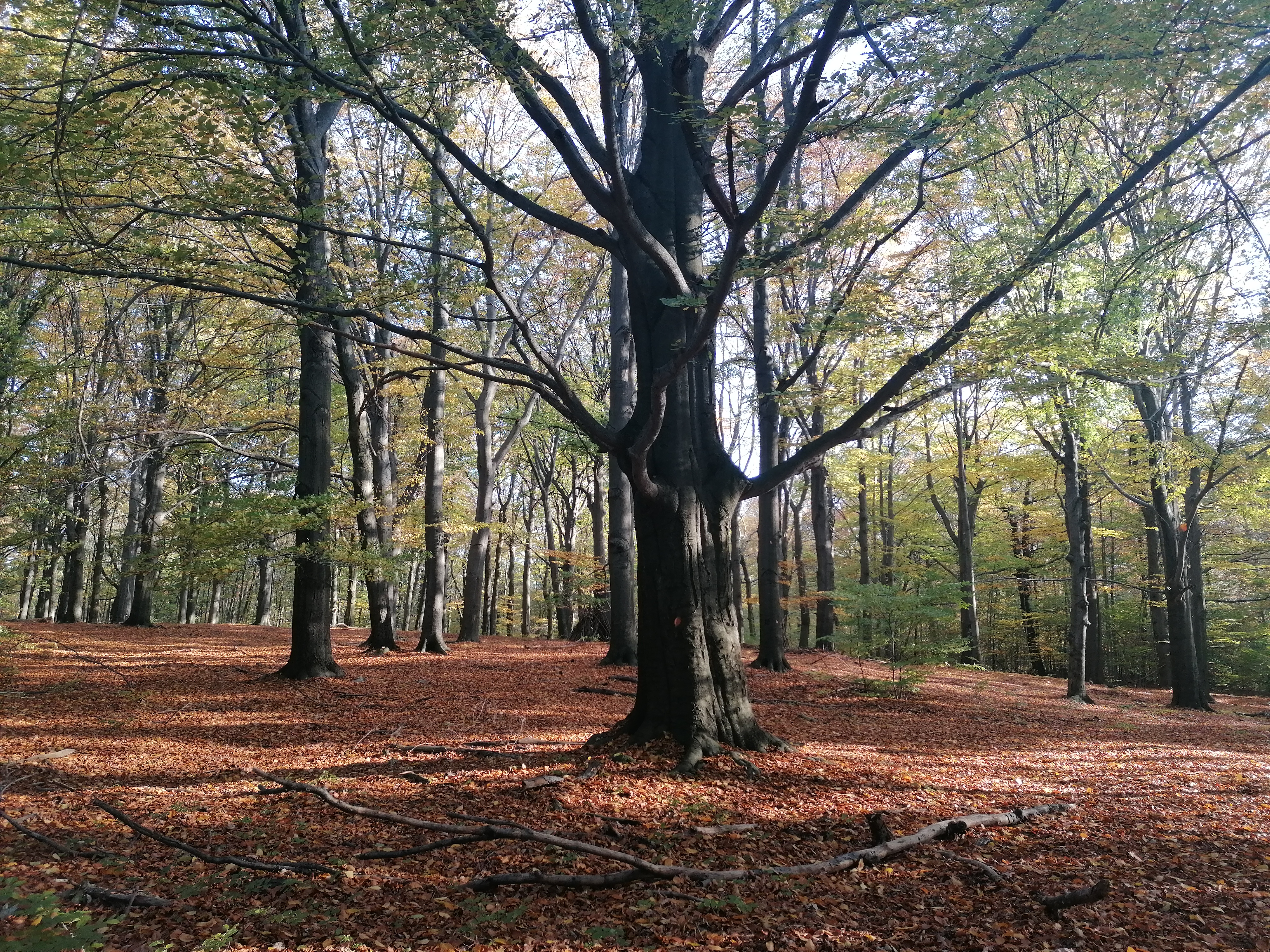
Uroczysko Buczyna

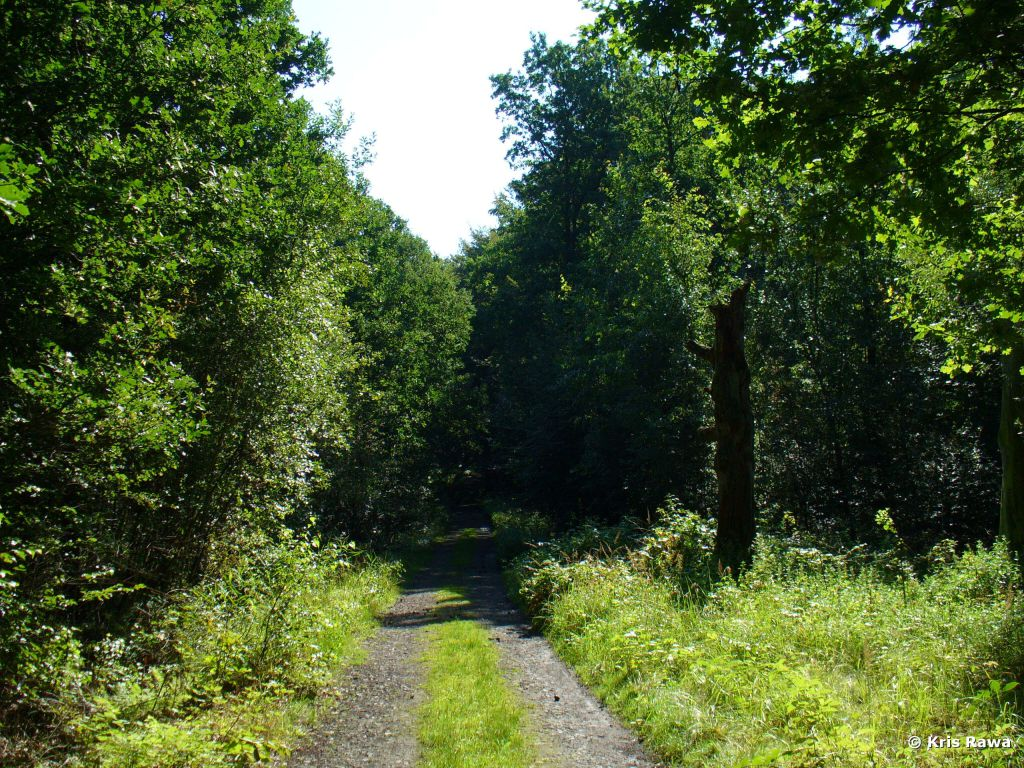
Uroczysko Buczyna

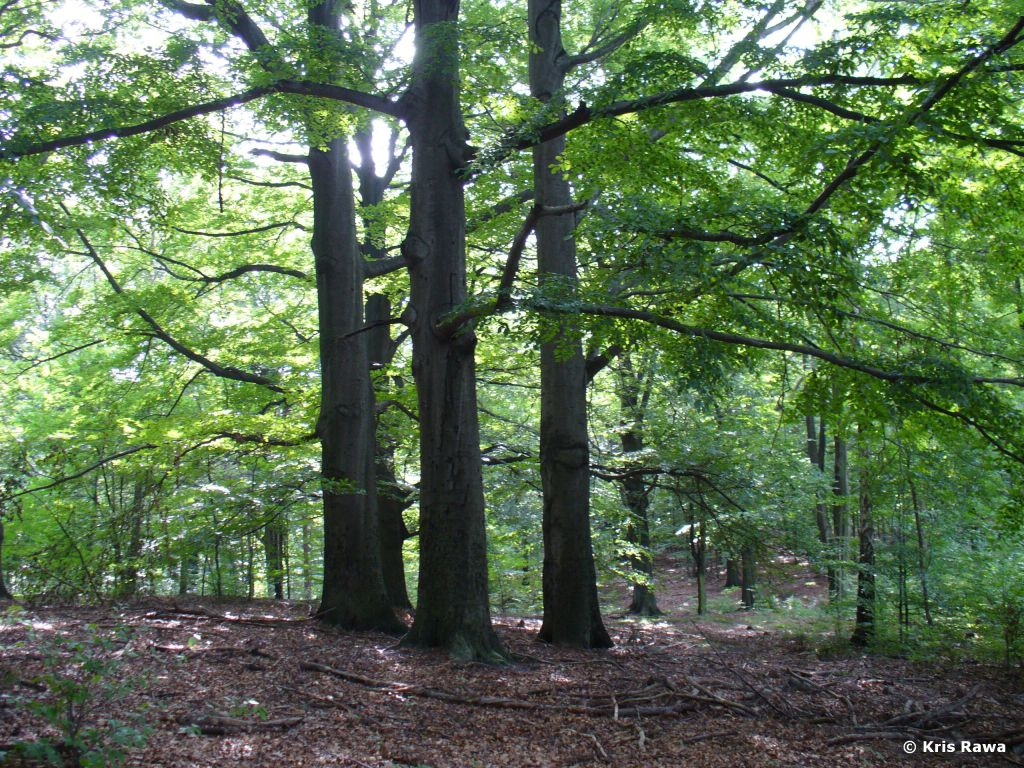
Uroczysko Buczyna

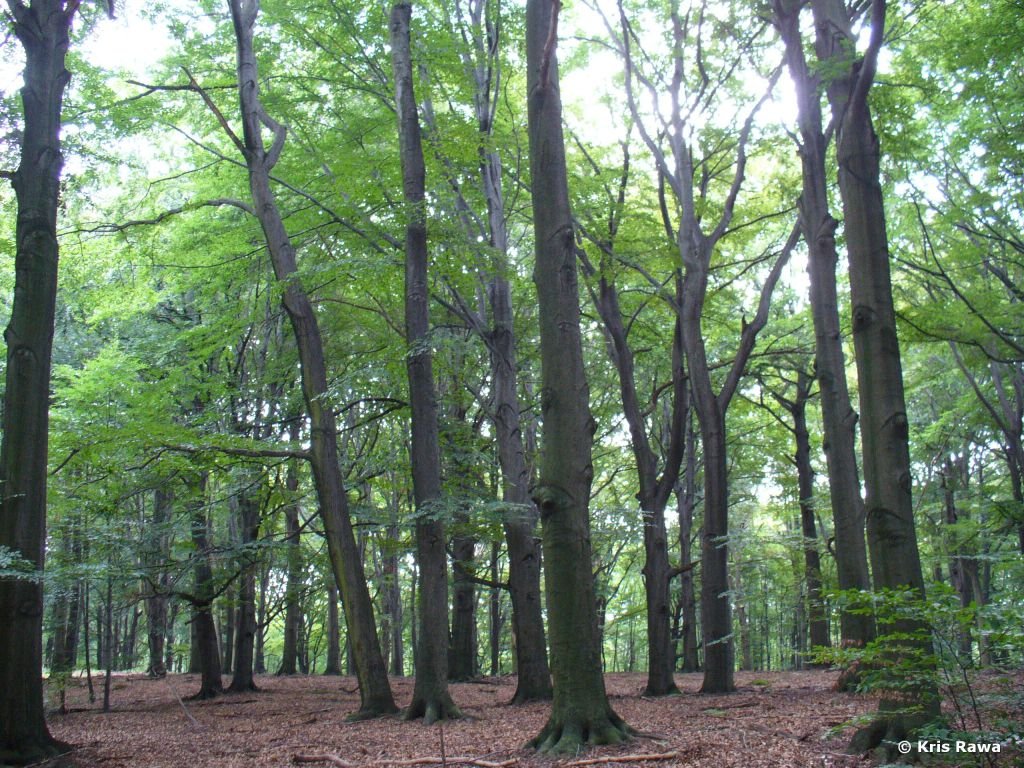
Uroczysko Buczyna

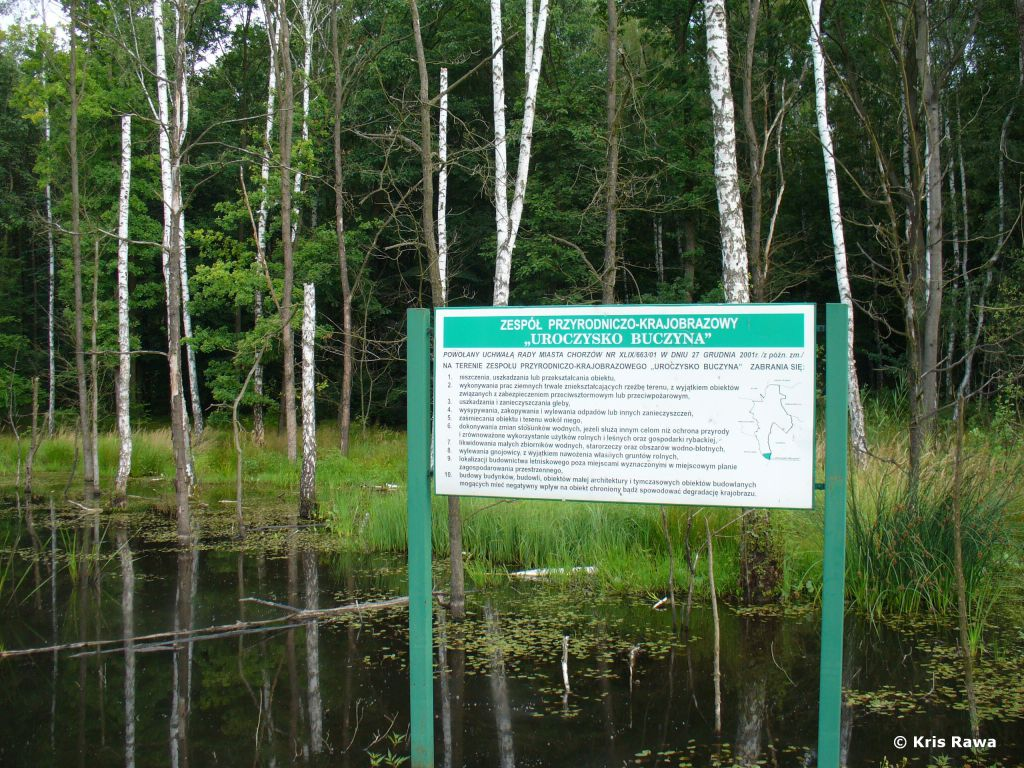
Uroczysko Buczyna

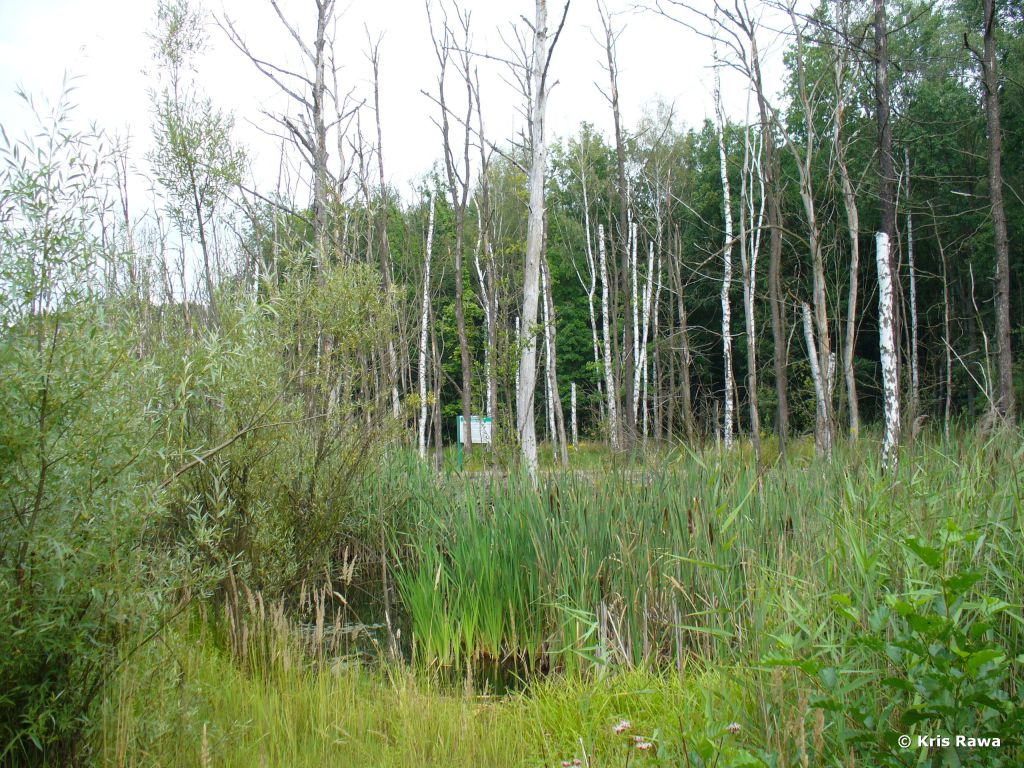
Uroczysko Buczyna

## Flora
- Klon jawor (Acer pseudoplatanus)
- Podagrycznik pospolity (Aegopodoium podagraria)
- Mietlica psia (Agrostis canina)
- Mietlica olbrzymia (Agrostis gigantea)
- Mietlica pospolita (Agrostis capillaris)
- Mietlica rozłogowa (Agrostis stolonifera)
- Dąbrówka rozłogowa (Ajuga reptans)
- Olsza czarna (Alnus glutinosa)
- Zawilec gajowy (Anemone nemorosa)
- Dzięgiel leśny (Angelica sylvestris)
- Wietlica samicza (Athyrium filix-femina)
- Pokrzyk wilcza jagoda (Atropa belladonna)
- Brzoza brodawkowata (Betula pendula)
- Brzoza omszona (Betula pubescens)
- Uczep trójlistkowy (Bidens tripartita)
- Trzcinnik leśny (Calamagrostis arundinacea)
- Trzcinnik lancetowaty (Calamagrostis canescens)
- Trzcinnik piaskowy (Calamagrostis epigeios)
- Trzcinnik owłosiony (Calamagrostis villosa)
- Wrzos pospolity (Calluna vulgaris)
- Dzwonek rozpierzchły (Campanula patula)
- Rzeżucha gorzka (Cardamine amara)
- Rzeżusznik Hallera (Cardaminopsis halleri)
- Turzyca drżączkowata (Carex brizoides)
- Turzyca palczasta (Carex digitata)
- Turzyca długokłosa (Carex elongata)
- Turzyca zajęcza (Carex ovalis)
- Turzyca rzadkokłosa (Carex ramota)
- Turzyca leśna (Carex sylvatica)
- Grab pospolity (Carpinus betulus)
- Świerząbek orzęsiony (Chaerophyllum hirsutum)
- Wierzbówka kiprzyca (Chamaenerion angustifolium)
- Śledziennica skrętolistna (Chrysosplenium alternifolium)
- Czartawa drobna (Circaea alpina)
- Czartawa pospolita (Circaea lutetiana)
- Ostrożeń błotny (Cirsium palustre)
- Konyza kanadyjska (Conyza canadensis)
- Kupkówka pospolita (Dactylis glomerata)
- Śmiałek darniowy (Deschampsia caespitosa)
- Śmiałek pogięty (Deschampsia flexuosa)
- Nerecznica krótkoostna (Dryopteris carthusiana)
- Nerecznica grzebieniasta (Dryopteris cristata)
- Nerecznica samcza (Dryopteris filix-mas)
- Skrzyp błotny (Equisetum palustre)
- Skrzyp leśny (Equisetum sylvaticum)
- Sadziec konopiasty (Eupatorium cannabinum)
- Buk pospolity (Fagus sylvatica)
- Kostrzewa olbrzymia (Festuca gigantea)
- Kostrzewa czerwona (Festuca rubra)
- Kruszyna pospolita (Frangula alnus)
- Jesion wyniosły (Fraxinus excelsior)
- Gajowiec żółty (Galeobdolon luteum)
- Poziewnik dwudzielny (Galeopsis bifida)
- Poziewnik miękkowłosy (Galeopsis pubescens)
- Poziewnik pstry (Galeopsis speciosa)
- Poziewnik szorstki (Galeopsis tetrahit)
- Przytulia błotna (Galium palustre)
- Manna jadalna (Glyceria fluitans)
- Manna mielec (Glyceria maxima)
- Cienistka trójkątna (Gymnocarpium dryopteris)
- Jastrzębiec Lachenala (Hieracium lachenali)
- Jastrzębiec gładki (Hieracium laevigatum)
- Jastrzębiec leśny (Hieracium murorum)
- Kłosówka wełnista (Holcus lanatus)
- Kłosówka miękka (Holcus mollis)
- Dziurawiec czteroboczny (Hypericum maculatum)
- Dziurawiec zwyczajny (Hypericum perforatum)
- Niecierpek pospolity (Impatiens noli-tangere)
- Niecierpek drobnokwiatowy (Impatiens parviflora)
- Niecierpek gruczołowaty (Impatiens glandulifera)
- Sit rozpierzchły (Juncus effusus)
- Modrzew europejski (Larix decidua)
- Rzęsa drobna (Lemna minor)
- Ligustr pospolity (Ligustrum vulgare)
- Lnica pospolita (Linaria vulgaris)
- Komonica błotna (Lotus uliginosus)
- Kosmatka owłosiona (Luzula pilosa)
- Karbieniec pospolity (Lycopus europaeus)
- Tojeść gajowa (Lysimachia nemorum)
- Tojeść rozesłana (Lysimachia nummularia)
- Tojeść pospolita (Lysimachia vulgaris)
- Konwalijka dwulistna (Maianthemum bifolium)
- Perłówka zwisła (Melica nutans)
- Prosownica rozpierzchła (Milium effusum)
- Możylinek trójnerwowy (Moehringia trinervia)
- Trzęślica modra (Molinia caerulea)
- Sałatnik leśny (Mycelis muralis)
- Gruszyczka jednostronna (Orthilia secunda)
- Szczawik zajęczy (Oxalis acetosella)
- Czeremcha amerykańska (Padus serotina)
- Czworolist pospolity (Paris quadrifolia)
- Gorysz błotny (Peucedanum palustre)
- Mozga trzcinowata (Phalaris arundinacea)
- Zachyłka oszczepowata (Phygopteris connectilis)
- Świerk pospolity (Picea abies)
- Sosna zwyczajna (Pinus sylvestris)
- Wiechlina roczna (Poa annua)
- Wiechlina gajowa (Poa nemoralis)
- Wiechlina łąkowa (Poa pratensis)
- Kokoryczka wielokwiatowa (Polygonatum multiflorum)
- Rdest ostrogorzki (Polygonum hydropiper)
- Topola balsamiczna (Populus balsaminifera)
- Topola osika (Populus tremula)
- Rdestnica pływająca (Potamogeton natans)
- Pięciornik kurze ziele (Potentilla erecta)
- Orlica pospolita (Pteridium aquilinum)
- Gruszyczka mniejsza (Pyrola minor)
- Dąb bezszypułkowy (Quercus petraea)
- Dąb szypułkowy (Quercus robur)
- Dąb czerwony (Quercus rubra)
- Jaskier ostry (Ranunculus acris)
- Jaskier płomiennik (Ranunculus flammula)
- Jaskier rozłogowy (Ranunculus repens)
- Rdestowiec ostrokończysty (Reynoutria japonica)
- Jeżyna gruczołowata (Rubus hirtus)
- Malina właściwa (Rubus idaeus)
- Jeżyna fałdowana (Rubus plicatus)
- Wierzba iwa (Salix caprea)
- Wierzba szara (Salix cinerea)
- Bez czarny (Sambucus nigra)
- Sitowie leśne (Scirpus sylvaticus)
- Trędownik bulwiasty (Scrophularia nodosa)
- Starzec jajowaty (Senecio ovatus)
- Psianka słodkogórz (Solanum dulcamara)
- Nawłoć późna (Solidago gigantea)
- Nawłoć pospolita (Solidago virgaurea)
- Jarząb pospolity (Sorbus aucuparia)
- Jeżogłówka gałęzista (Sparganium erectum)
- Czyściec leśny (Stachys sylvatica)
- Gwiazdnica bagienna (Stellaria uliginosa)
- Wrotycz pospolity (Tanacetum vulgare)
- Lipa drobnolistna (Tilia cordata)
- Podbiał pospolity (Tussilago farfara)
- Wiąz szypułkowy (Ulmus laevis)
- Pokrzywa zwyczajna (Urtica dioica)
- Pływacz (Utricularia sp.)
- Borówka czarna (Vaccinium myrtillus)
- Borówka brusznica (Vaccinium vitis- idaea)
- Przetacznik ożankowy (Veronica chamaedrys)
- Kalina koralowa (Viburnum opulus)
- Fiołek leśny (Viola reichenbachiana)

## Fauna
- Ropucha szara (Bufo bufo)
- Żaba trawna (Rana temporaria)
- Żaba wodna (Rana esculenta)
- Padalec (Anguis fragilis)
- Czapla siwa (Ardea cinerea)
- Krzyżówka (Anas platyrhynchos)
- Cyraneczka (Anas crecca)
- Myszołów (Buteo buteo)
- Jastrząb (Accipiter gentilis)
- Krogulec (Accipiter nisus)
- Słonka (Scolopax rusticola)
- Grzywacz (Columba palumbus)
- Siniak (Columba oenas)
- Puszczyk (Strix aluco)
- Kukułka (Cuculus canorus)
- Dudek (Upupa epops)
- Dzięcioł czarny (Dryocopus martius)
- Dzięcioł zielonosiwy (Picus canus)
- Dzięcioł duży (Dendrocopos major)
- Dzięcioł średni (Dendrocopos medius)
- Dzięciołek (Dendrocopos minor)
- Strzyżyk (Troglodytes troglodytes)
- Rudzik (Erithacus rubecula)
- Pleszka (Phoenicurus phoenicurus)
- Zaganiacz (Hippolais icterina)
- Jarzębatka (Sylvia nisoria)
- Kos (Turdus merula)
- Droździk (Turdus italicus)
- Kwiczoł (Turdus pilaris)
- Śpiewak (Turdus philomelos)
- Piegża (Sylvia curruca)
- Cierniówka (Sylvia communis)
- Kapturka (Sylvia atricapilla)
- Gajówka (Sylvia borin)
- Świstunka (Phylloscopus sibilatrix)
- Pierwiosnek (Phylloscopus collybita)
- Piecuszek (Phylloscopus trochilus)
- Muchołówka szara (Muscicapa striata)
- Muchołówka żałobna (Ficedula hypoleuca)
- Muchołówka białoszyja (Ficedula albicollis)
- Pokrzywnica (Prunella modularis)
- Świergotek drzewny (Anthus trivialis)
- Sikora uboga (Parus palustris)
- Czarnogłówka (Parus montanus)
- Sosnówka (Parus ater)
- Modraszka (Parus caeruleus)
- Bogatka (Parus major)
- Raniuszek (Aegithalos c. caudatus)
- Kowalik (Sitta europaea)
- Pełzacz ogrodowy (Certhia brachydactyla)
- Gąsiorek (Lanius collurio)
- Sójka (Garrulus glandarius)
- Kruk (Corvus corax)
- Szpak (Sturnus vulgaris)
- Wilga (Oriolus oriolus)
- Zięba (Fringilla coelebs)
- Jer (Fringilla montifringilla)
- Dzwoniec (Carduelis chloris)
- Szczygieł (Carduelis carduelis)
- Czyż (Carduelis spinus)
- Czeczotka (Carduelis flammea)
- Gil (Pyrrhula pyrrhula)
- Grubodziób (Coccothraustes coccothraustes)
- Jemiołuszka (Bombycilla garrulus)
- Ryjówka aksamitna (Sorex araneus)
- Jeż wschodni (Erinaceus concolor)
- Mysz zaroślowa (Apodemus sylvaticus)
- Nornica ruda (Clethrionomys glareolus)
- Wiewiórka pospolita (Sciurus vulgaris)
- Zając szarak (Lepus capensis)
- Sarna (Capreolus capreolus)
- Jeleń (Cervus elaphus)
- Dzik (Sus scrofa)
- Łasica (Mustela nivalis)
- Kuna (Martes sp.)
- Lis (Vulpes vulpes)
- Nietoperze (Chiroptera sp.)